# La Matilla
La Matilla er en by og kommune i det centrale Spanien i provinsen Segovia. Den har et indbyggertal på 71 (2024) indbyggere.